# Mariana Aguilar Chávez Peón
Mariana Aguilar Chávez Peón (Ciudad de México, 12 de marzo de 1999) es una atleta mexicana especializado en vela. Integró la delegación mexicana en los Juegos Olímpicos de París 2024.

## Trayectoria
Ganó medalla de oro en los Juegos Panamericanos Junior de 2021 y en los Juegos Panamericanos de 2023. Obtuvo su clasificación a París 2024 en el Campeonato Mundial de Vela 2023 en La Haya al quedar en el lugar 9 de la competencia en la modalidad iQFoil. En dicha olimpiada culminó en el lugar 13°.

## Premios y palmarés
| Juegos Panamericanos        | Juegos Panamericanos | Juegos Panamericanos | Juegos Panamericanos | Juegos Panamericanos |
| Año                         | Lugar                | Medalla              | Competición          |                      |
| --------------------------- | -------------------- | -------------------- | -------------------- | -------------------- |
| 2023                        | Santiago ( Chile)    | Medalla de oro       |                      |                      |
| Juegos Panamericanos Junior |                      |                      |                      |                      |
| 2021                        | Cali ( Colombia)     | Medalla de oro       |                      |                      |